# Nguyễn Đỗ Cung
Nguyễn Đỗ Cung (1 tháng 1 năm 1912 - 22 tháng 9 năm 1977) là một họa sĩ của Việt Nam, ông đã để lại nhiều tác phẩm rất nổi tiếng trong nghệ thuật Việt Nam thế kỷ XX. Hiện nay, ông được mệnh danh là "Người con của Hà Nội".

## Tiểu sử
Nguyễn Đỗ Cung sinh năm 1912 tại làng Xuân Tảo, xã Xuân Đỉnh, huyện Từ Liêm (nay là phường Xuân Tảo, quận Bắc Từ Liêm), Hà Nội. Năm 1934, ông tốt nghiệp trường Cao đẳng Mỹ thuật Đông Dương. Ông tìm kiếm các trào lưu nghệ thuật phương Tây đầu thế kỷ XX, thể nghiệm khuynh hướng lập thể với mong muốn tạo sắc thái mới cho hội họa. Ông ham mê sáng tác nên sớm có danh khoảng 1935-1937 với nhiều minh họa độc đáo trên Phong hóa, Ngày nay, nhất là Trung Bắc chủ nhật, hiện nay vẫn còn rất nhiều bộ sưu tập tranh của ông.
Năm 1940, ông đi tìm nghệ thuật sơn mài nghệ thuật tại Nhật Bản. Sau khi Cách mạng tháng Tám thành công, ông đã có mặt một cách nhanh chóng trong những ngày Hà Nội chào mừng ngày lễ độc lập - tự do.
Ông đã tham gia đoàn quân Nam tiến khi toàn quốc tham gia cuộc kháng chiến chống thực dân Pháp xâm lược lần thứ 2 ở Việt Nam. Ông đã mở nhiều lớp đào tạo nhằm mục đích đào tạo, bồi dưỡng các họa sĩ trẻ tại miền Trung và để lại nhiều tác phẩm.
Sau hòa bình lập lại năm 1954, Nguyễn Đỗ Cung nhận trách nhiệm lãnh đạo Viện Mỹ thuật Việt Nam và xây dựng Bảo tàng Mỹ thuật Việt Nam. Những cán bộ chủ chốt hiện nay ở Bảo tàng vẫn nhận một cách tự hào rằng mình đã trưởng thành từ "lò Nguyễn Đỗ Cung" dựa trên thư tịch và thực tế đã hoạch định được một hệ thống trưng bày mà cho đến nay vẫn được bảo lưu. Hệ thống trưng bày đó xác định một cách khoa học sự phát triển của nghệ thuật Việt Nam từ tiền sử qua các triều đại Lý, Trần, Lê, Nguyễn đến giai đoạn nghệ thuật tạo hình cận hiện đại.
Ông từng là Đại biểu Quốc hội khóa I. Năm 1947, ông là Chủ tịch Liên đoàn Văn hóa kháng chiến Liên khu V. Ông cũng từng trải các nhiệm vụ như Ủy viên ban thường vụ Hội mỹ thuật Việt Nam, Ủy viên Ban chấp hành Hội liên hiệp Văn học- nghệ thuật Việt Nam.
Ông mất ngày 22 tháng 9 năm 1977 tại Hà Nội.
Hiện nay, tên của ông được đặt cho một con phố ở quận Cầu Giấy, thành phố Hà Nội, nối từ phố Chùa Hà đến đường Nguyễn Phong Sắc.

## Giải thưởng
- Giải thưởng Hồ Chí Minh về Văn học - Nghệ thuật năm 1996.
- Huân chương Lao động hạng nhất
- Huân chương Kháng chiến hạng ba

## Tác phẩm
- Du kích La Hai tập bắn (1947)
- Làm kíp lựu đạn
- Bài ca Nam tiến (1947)
- Khai hội
- Học hỏi lẫn nhau (1960)
- Công nhân cơ khí (1962)

Du kích La Hay tập bắn, Bột màu, 39x52cm, 1947

- Tan ca mời chị em ra họp thi thợ giỏi
- Cổng thành Huế
- Cổng làng (bột màu)
- Từ Hải (khắc gỗ màu)
- Vẽ tranh bìa cho tập "Xuân thu nhã tập".
- Cây chuối

## Đánh giá
Bàng Thực Dân - Giảng viên Trường Đại học Mỹ thuật Hà Nội viết:
Nguyễn Đỗ Cung vẫn không khỏi băn khoăn, day dứt trong việc chứng minh cho vị trí nền nghệ thuật cổ Việt Nam đang bị đánh giá sai lệch dưới con mắt của người Pháp. Ông không ngần ngại bút chiến với Badaxie - một học giả trường Viễn đông Bác Cổ - khi ông này có những nhận xét thiên kiến về người An Nam trong cuốn "Nghệ thuật An Nam" của mình. Những người bạn đồng tâm của Nguyễn Đỗ Cung trong ý muốn đề cao nền nghệ thuật nước nhà như Tô Ngọc Vân, Lê Phổ, Nguyễn Tường Lân, Nguyễn Giang, không khỏi xúc động khi đọc bài viết "Nhân đọc cuốn Nghệ thuật An Nam, Mỹ thuật Đại La hay mỹ thuật Lý, công bố trên báo Thanh Nghị năm 1938 của ông. Bằng những dẫn chứng cụ thể, chuẩn mực Nguyễn Đỗ Cung đã chứng minh niên đại chính xác nền nghệ thuật Lý thế kỷ XI do chính các nghệ nhân Việt Nam sáng tạo chứ không phải là "nghệ thuật Đại La" được mang lại bởi sự đô hộ của viên thái thú Cao Biền vào thế kỷ IX như Badaxie nhận định. Sau cuộc bút chiến ấy, đến cuộc đấu tranh công khai của Nguyễn Đỗ Cung và các họa sĩ Lưu Văn Sin, Trần Văn Cẩn, Hoàng Lập Ngôn, Lương Xuân Nhị, Nguyễn Khang với giám đốc trường mỹ thuật là Giông-se, người thay thế cho Vícto Tác-đi-ơ khi ông này mất vào năm 1938. Ông Cung đã buộc Giông-se phải chịu thua bằng lý luận và thực tiễn khi Giông-se tuyên bố ý định "chỉ muốn đào tạo những thợ mỹ nghệ chứ không phải nghệ sĩ.
Nguyễn Văn Tỵ - họa sĩ Việt Nam viết: 
Trong bão táp của sáng tạo nghệ thuật, trong cái phức tạp và gian khổ của công tác cách mạng, Nguyễn Đỗ Cung là một mũi thép sắc nhọn, một cây thông vút ngọn lên cao. Vô tư, liêm khiết, vì mọi người. Nguyễn Đỗ Cung vẫn giữ được trên tranh và trong tâm hồn tính dân tộc đó.